# Kafrrum
Kafrrum (arab. كفرروم) – wieś w Syrii, w muhafazie Aleppo, w dystrykcie Afrin. W 2004 roku liczyła 119 mieszkańców.